# Aspalathus cuspidata
Aspalathus cuspidata är en ärtväxtart som beskrevs av Rolf Martin Theodor Dahlgren. Aspalathus cuspidata ingår i släktet Aspalathus och familjen ärtväxter.

## Underarter
Arten delas in i följande underarter:
- A. c. cuspidata
- A. c. humifusa
- A. c. stricticlada